# Kristian Prestrud

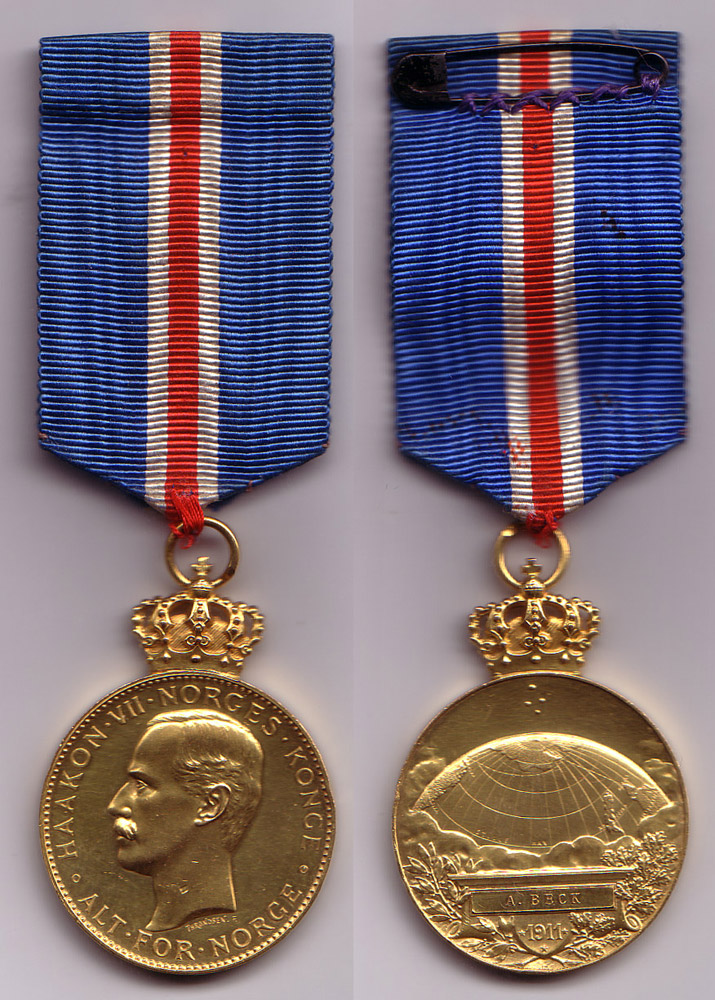
Złoty Medal Bieguna Południowego

Kristian Prestrud (ur. 22 października 1881 w Hveberg, zm. 11 listopada 1927) – norweski oficer marynarki wojennej i polarnik, uczestnik wyprawy Amundsena na biegun południowy z lat 1910–1912.

## Życiorys

### Dzieciństwo i młodość
Urodził się 22 października 1881 roku w Hveberg, w regionie Hedmark. Ochrzczono go w styczniu 1882 roku w Grue. Jego ojciec, Christen Christiansen Prestrud, był rolnikiem i kierownikiem gorzelni w Løten. Kristian uczęszczał do szkoły w Hamar, zaś w wieku 15 lat wyruszył w morską podróż na pokładzie statku Bark Rolf. Po dwóch latach praktyki na morzu rozpoczął studia w Akademii Morskiej w Horten. W 1902 roku został podporucznikiem, a w 1905 roku otrzymał nominację na porucznika. Po ukończeniu studiów przez kilka lat pływał na statkach handlowych.

### Wyprawa na biegun południowy

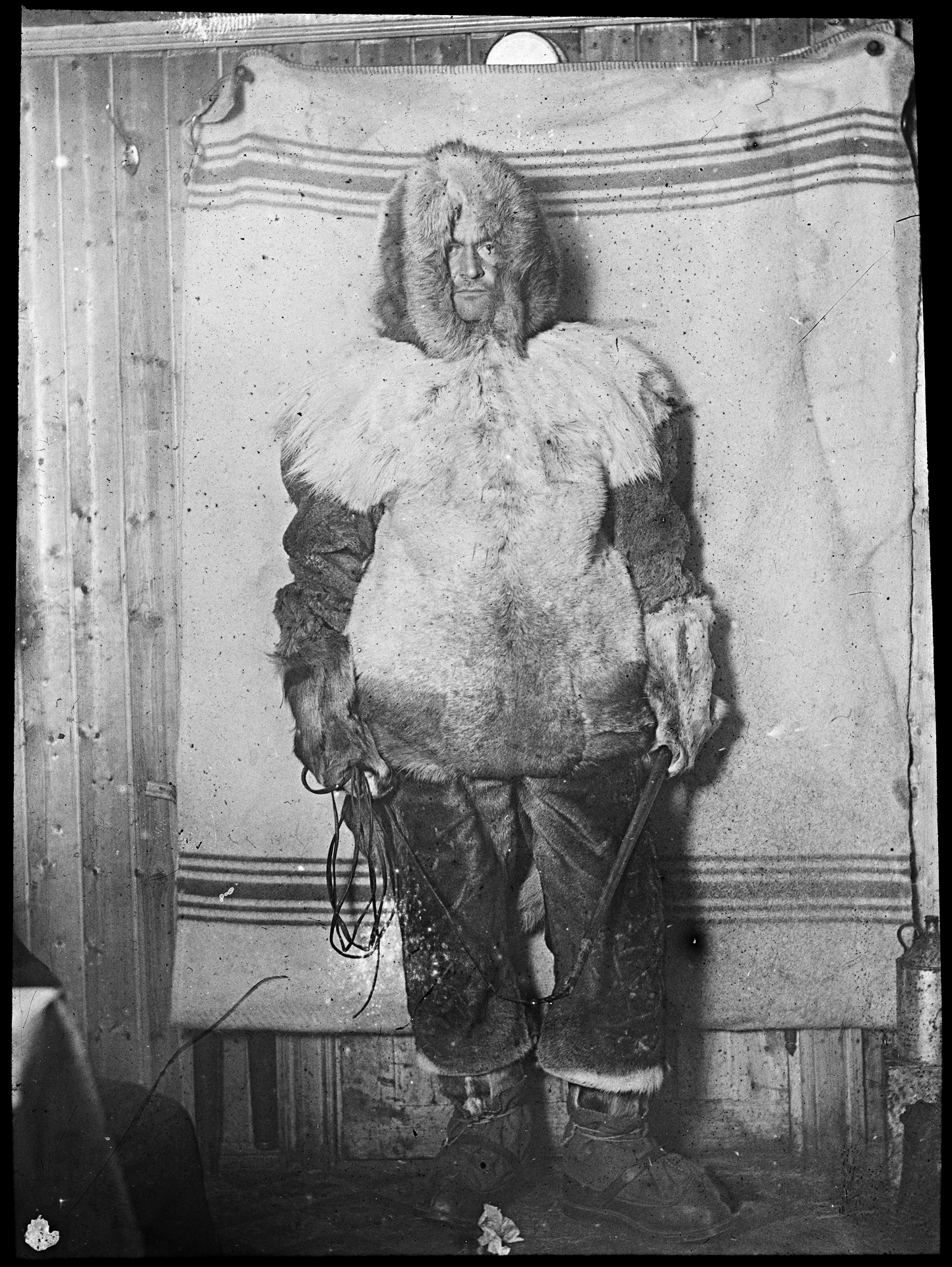
Prestrud podczas ekspedycji Amundsena

Gdy w 1909 roku Roald Amundsen poprosił kapitana Sema-Jacobsena o skonstruowanie prostej maszyny latającej, która wyniesie go na kilkaset metrów w górę celem zdobycia korzystnego punktu obserwacyjnego, Prestrud był jednym z pierwszych testerów urządzenia. Amundsen zaproponował mu wówczas uczestnictwo w ekspedycji na biegun północny. Prestrud przyjął propozycję i kolejne miesiące spędził wraz z Hjalmarem Fredrikiem Gjertsenem na kursie oceanograficznym organizowanym w Bergen przez Bjørna Hellanda-Hansena.
W sierpniu 1910 roku wypłynął wraz z 19-osobową załogą Amundsena z Norwegii. Na statku „Fram” zajmował stanowisko jednego z trzech oficerów. We wrześniu 1911 roku, na krótko przed opuszczeniem portu Kristiansand dowiedział się o prawdziwym celu wyprawy, jakim był biegun południowy. We wrześniu 1911 roku został członkiem ośmioosobowej grupy mającej na celu zdobycie bieguna południowego. Z powodu bardzo niskich temperatur ekspedycja musiała jednak zawrócić, zaś Prestrud wspólnie z Hjalmarem Johansenem został daleko w tyle za swoimi towarzyszami. Do bazy powrócił nocą, podczas zamieci śnieżniej, kilkanaście godzin po przybyciu na miejsce Amundsena. Miał odmrożone pięty. W wyniku kłótni, jaka wywiązała się później między Johansenem a Amundsenem, został odsunięty od kolejnej próby zdobycia bieguna.
Jako przełożony Johansena i Jørgena Stubberuda miał przeprowadzić eksplorację Półwyspu Edwarda VII. Z bazy wyruszył wraz z towarzyszami 8 listopada. Po kilkunastodniowej wędrówce dotarł do krawędzi Lodowca Szelfowego Rossa. 1 grudnia zlokalizował nunatak wzmiankowany już wcześniej przez Roberta Falcona Scotta. 3 grudnia zdobył szczyt i pobrał wspólnie z towarzyszami próbki skał i mchu. Przy pomocy kompasu stwierdził wówczas obecność rudy żelaza w próbkach. 9 grudnia rozpoczął podróż powrotną, zaś 16 grudnia dotarł do bazy Framheim. Prestrud, Stubberud i Johansen zostali pierwszymi ludźmi, którzy postawili stopy na Półwyspie Edwarda VII.

### Po ekspedycji
Po powrocie z ekspedycji na biegun południowy, Prestrud został dowódcą okręgu wojskowego w Kristiansand. W 1913 roku zaciągnął się na pancernik „Norge”, zaś w latach 1914–1915 służył na torpedowcu „Delfin”. W 1915 roku otrzymał stopień kapitana marynarki. Latem tego roku pracował w głównej siedzibie Admiralicji w Kristianii (dzisiejszym Oslo). W latach 1915–1916 służył na torpedowcach „Sild” w Kristiansund, „Skarv” w Farsund (1916–1917), „Ravn” w Kristiansandzie (od 1917 roku) i „Viking” w Haugesund (w 1918 roku); następnie, też w 1918 roku, podjął służbę na pancerniku „Tordenskjold”.
W latach 1919–1921 stał na czele bazy wojskowej Marviken, w Kristiansand. W roku 1921 został adiutantem króla Norwegii Haakona VII. Odbył wraz z nim podróże dyplomatyczne do Belgii i Holandii. W latach 1923–1927 był attaché wojskowym przy norweskich misjach dyplomatycznych w Paryżu i Londynie. W 1927 roku został mianowany kapitanem portu w Kristiansand. Zmarł 11 listopada 1927 roku.

## Życie prywatne
Ożenił się 22 maja 1915 roku z Randi Usterud. Ich drużbą był Thorvald Nilsen, towarzysz z podróży na biegun południowy. Miał dwoje dzieci: syna Kaare (ur. 1916) i córkę Kirsti (ur. 1919).

## Odznaczenia i upamiętnienie
Po powrocie z ekspedycji na biegun południowy został odznaczony Złotym Medalem Bieguna Południowego (norw. nynorsk Sydpolsmedaljen), ustanowionym przez króla Haakona VII z okazji sukcesu wyprawy Amundsena. Później otrzymał także duński Order Danebroga, francuski Order Narodowy Legii Honorowej, holenderski Order Oranje-Nassau oraz belgijski Order Leopolda II.
Jego imieniem nazwano kilka form ukształtowania terenu na Antarktydzie, w tym Górę Prestruda, Zatokę Prestruda i Wybrzeże Prestruda.